# 4967 Glia
4967 Glia (1983 CF1) là một tiểu hành tinh vành đai chính được phát hiện ngày 11 tháng 2 năm 1983 bởi Thomas, N. G. ở Flagstaff.